# Hieracium megalodon
Hieracium megalodon es una especie de planta con flor del género Hieracium, de la familia Asteraceae, orden Asterales.

## Distribución
Hieracium megalodon se distribuye por Suecia y Noruega.

## Taxonomía
Fue descrita científicamente por Dahlst. ex Johanss.